# Список заслуженных тренеров СССР (гандбол)
Почётное спортивное звание, присваивалось в 1956—1992 годах.

## 1964
- Гуревич, Лазарь Наумович
- Шарашидзе, Георгий Германович 9.3.1928

## 1965
- Гринбергас, Янис Альбертович 1925

## 1968
- Бимбене, Фауста Юозо 1927
- Ивахин, Евгений Иванович 24.10.1910 — 6.4.1981[1]

## 1970
- Турчин, Игорь Евдокимович

## 1976
- Аванесов, Сергей Михайлович
- Акбашев, Борис Залманович 1933 (имя — Абохай!)
- Гассиев, Альберт Викторович 31.3.1938 — 16.09.2017[2][3]
- Евтушенко, Анатолий Николаевич
- Ковалев, Владимир Ильич 1929
- Полонский, Семен Исаакович 1933
- Предеха, Юрий Иванович 1935

## 1977
- Миронович, Спартак Петрович

## 1980
- Петкене, Елена Юозо 1936
- Юмашев, Борис Александрович

## 1982
- Багратиони, Джансуг Ираклиевич
- Климов, Юрий Михайлович
- Кожухов, Александр Борисович
- Контвайнис, Витаутас-Пятрас Пятрасович 10.06.1937
- Луценко, Михаил Андреевич 11.5.1948
- Мачавариани, Гарри Дмитриевич 30.10.1938
- Панов, Александр Павлович 1946
- Соломко, Юрий Владимирович 17.2.1939
- Тарасиков, Александр Иванович
- Цапенко, Валентин Александрович 22.12.1938

## 1983
- Коган, Леонид Борисович[4]

## 1989
- Бразинский, Леонид Иванович 16.3.1952
- Гладченко, Владимир Александрович
- Зайцев, Юрий Григорьевич 14.9.1948
- Крохин, Виталий Павлович 19.08.1947

## 1991
- Зеленов, Валерий Николаевич 11.5.1939[5]
- Максимов, Владимир Салманович

## 1992
- Захаров, Леонид Александрович 11.03.1942[6]

## неизв
- Акопян, Левон Оганесович
- Барсуков, Виталий Васильевич 20.9.1946[7]
- Коросташевич, Леонид Алексеевич (13 февраля 1939 — 4 марта 2024)[8][9]
- Миркин Игорь
- Овсянников, Александр Иванович[10]
- Ратнер, Леонид Анатольевич
- Сидоренко, Валерий Максимович
- Скарбалюс А.
- Шиян, Валентин Михайлович 12.3.1941